# Pointe d'Aufalle
Pointe d'Aufalle är en bergstopp i Schweiz. Den ligger i distriktet Aigle och kantonen Vaud, i den sydvästra delen av landet, 90 km söder om huvudstaden Bern. Toppen på Pointe d'Aufalle är 2 724 meter över havet.